# Wola Grabska
Wola Grabska – wieś w Polsce położona w województwie mazowieckim, w powiecie grójeckim, w gminie Pniewy.
Wieś była własnością Opactwa Benedyktynów w Płocku, odstąpiona księciu Trojdenowi w 1338 roku. W latach 1975–1998 miejscowość administracyjnie należała do województwa radomskiego.